# Амфиболиды
Амфиболиды (лат. Amphibolidae) — семейство брюхоногих моллюсков из надсемейства Amphiboloidea подкласса Heterobranchia.

## Описание
Лёгочная полость обычно бывает наполнена водой, хотя у них нет жабр. Представители семейства имеют крышечку в раковине.
Встречаются в почти пресных участках в морских бухтах и в устьях рек.

## Классификация
На декабрь 2018 года в семейство включают 5 родов:
- Подсемейство Amphibolinae Gray, 1840
  - Род Amphibola Schumacher, 1817
- Подсемейство Phallomedusinae Golding, Ponder & Byrne, 2007
  - Род Phallomedusa Golding, Ponder & Byrne, 2007
- Подсемейство Salinatorinae Starobogatov, 1970
  - Род Lactiforis Golding, Ponder & Byrne, 2007
  - Род Naranjia Golding, Ponder & Byrne, 2007
  - Род Salinator Hedley, 1900